# Грифон (спецпідрозділ)
Батальйон «Грифон» — спеціальний підрозділ судової міліції МВС України, призначений для забезпечення безпеки працівників суду, правоохоронних органів, осіб, які беруть участь у кримінальному судочинстві, членів їх сімей та близьких родичів і для охорони установ судових експертиз головних управлінь МВС України в Автономній Республіці Крим, місті Києві та Київській області, управлінь МВС України в областях та місті Севастополі.

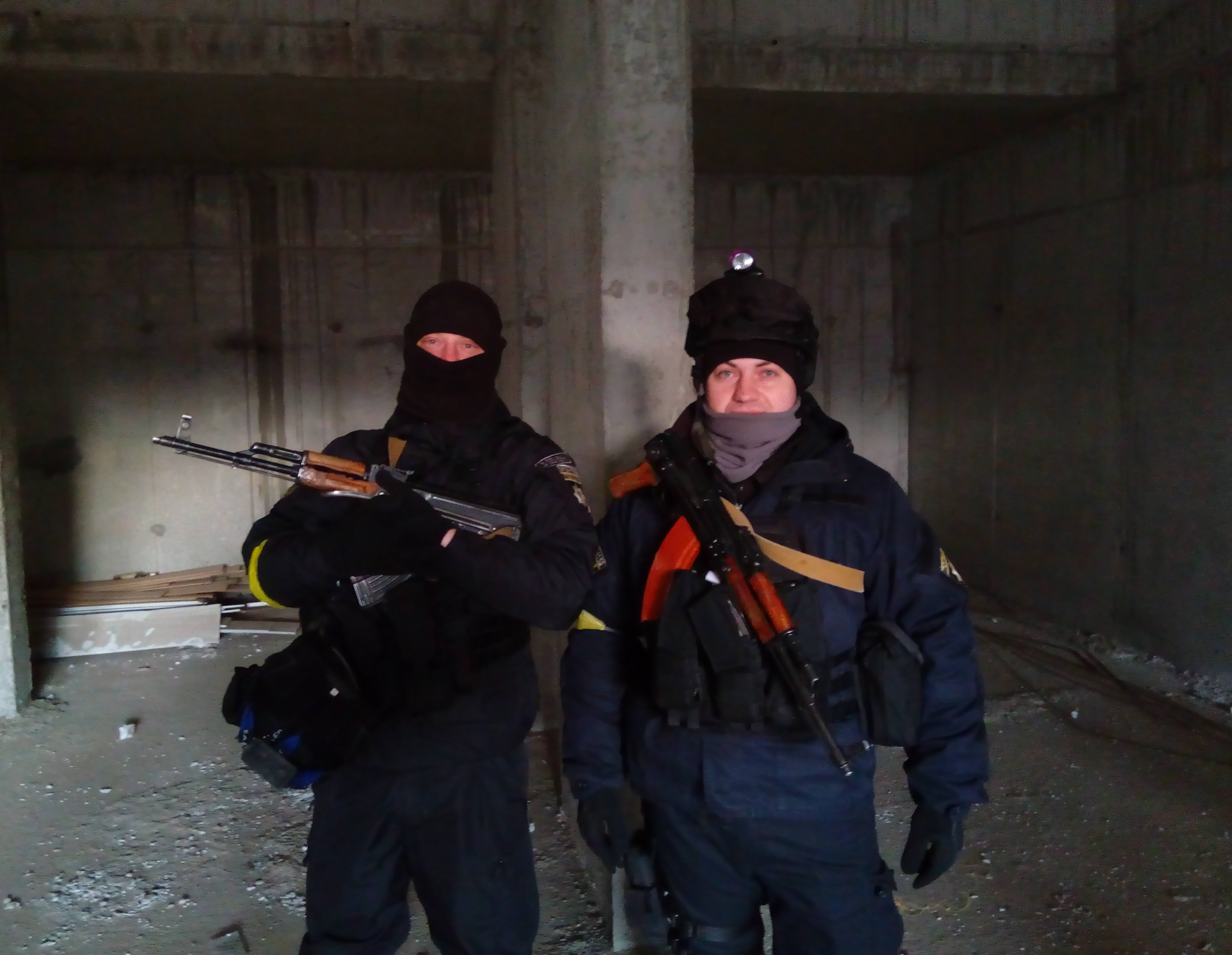

Підрозділ належав до структури міліції  громадської  безпеки 
та  створювався  в  головних  управліннях МВС України в Автономній 
Республіці Крим, місті Києві та Київській області, управліннях МВС 
України  в  областях  та  місті  Севастополі
відповідно до типових штатів, затверджених МВС України.
Після ліквідації спецпідрозділу його функції виконує Служба судової охорони Державної судової адміністрації.

## Історія
23 липня 1997 року на виконання Постанови Кабінету Міністрів України міністром МВС України був виданий наказ № 467 «Про створення спеціальних підрозділів міліції для забезпечення безпеки працівників суду, правоохоронних органів, осіб, які беруть участь у кримінальному  судочинстві, членів їхніх сімей та близьких родичів», яким вперше після відновлення незалежності України у структурі міліції громадської безпеки було створено спеціальні підрозділи міліції такого типу. Спочатку був створений окремий взвод, пізніше рота судової міліції, поступово підрозділ модернізувався, охоплюючи кожного разу ширше коло завдань.
19 листопада 2003 року наказом МВС України № 1390 підрозділи міліції для забезпечення безпеки працівників суду, правоохоронних органів, осіб, які беруть участь у кримінальному судочинстві були реорганізовані в спеціальні підрозділи судової міліції «Грифон». Цим же наказом було затверджено і Положення про спеціальний підрозділ судової міліції «Грифон».
Підрозділ, сформований як батальйон судової міліції чисельністю понад 200 осіб, з моменту створення перебував у структурі міліції громадської безпеки, що дозволяло МВС залучати його до підтримання громадського порядку під час масових заходів.
У вересні 2010 року співробітники «Грифона» брали участь в охороні «єврейського містечка» в Умані.

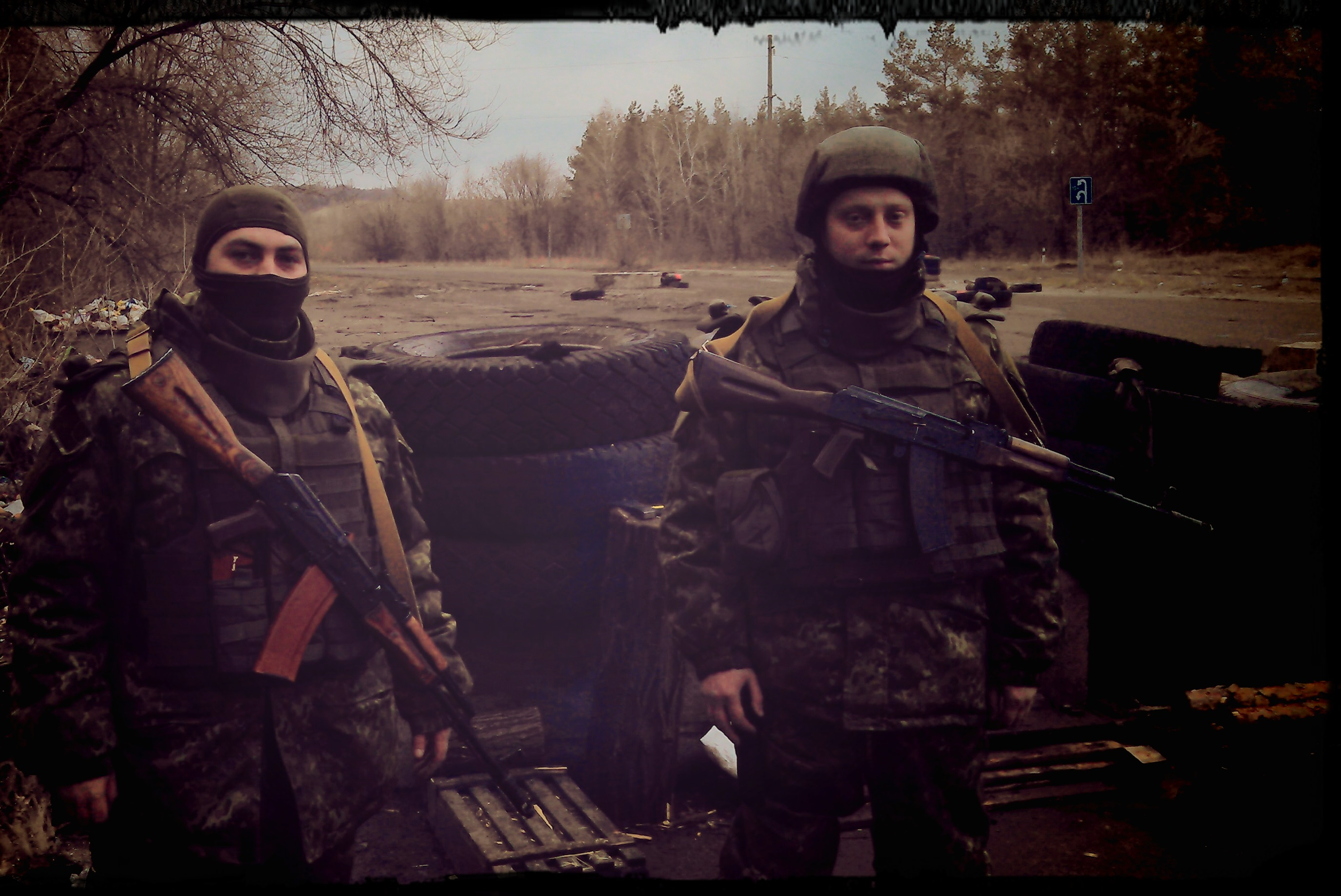
АТО -Зима 2014 м.Щастя

22 червня 2011 року, в день 70-річчя початку Великої Вітчизняної війни близько 100 співробітників «Грифона» забезпечували правопорядок у Львові.
У квітні 2012 року співробітники «Грифона» брали участь у забезпеченні громадського порядку під час проведення футбольних змагань в Донецьку.
17 квітня 2012 року під час зіткнення в селі Грушівка Куп'янського району та селі Старовірівка Шевченківського району Харківської області співробітники спецпідрозділу «Грифон» забезпечували захист співробітників прокуратури.
У січні 2014 року під час подій Євромайдану бійці спецпідрозділу брали участь у забезпеченні громадського порядку у регіонах дислокації підрозділів.

24 січня 2014 року у Львові близько 200 активістів львівського Євромайдану заблокували у будівлі обласної психіатричної лікарні автобус зі співробітниками спецпідрозділу «Грифон», щоб не допустити їх від'їзду в Київ, пробили автобусу шини і змусили спецназівців кинути щити.

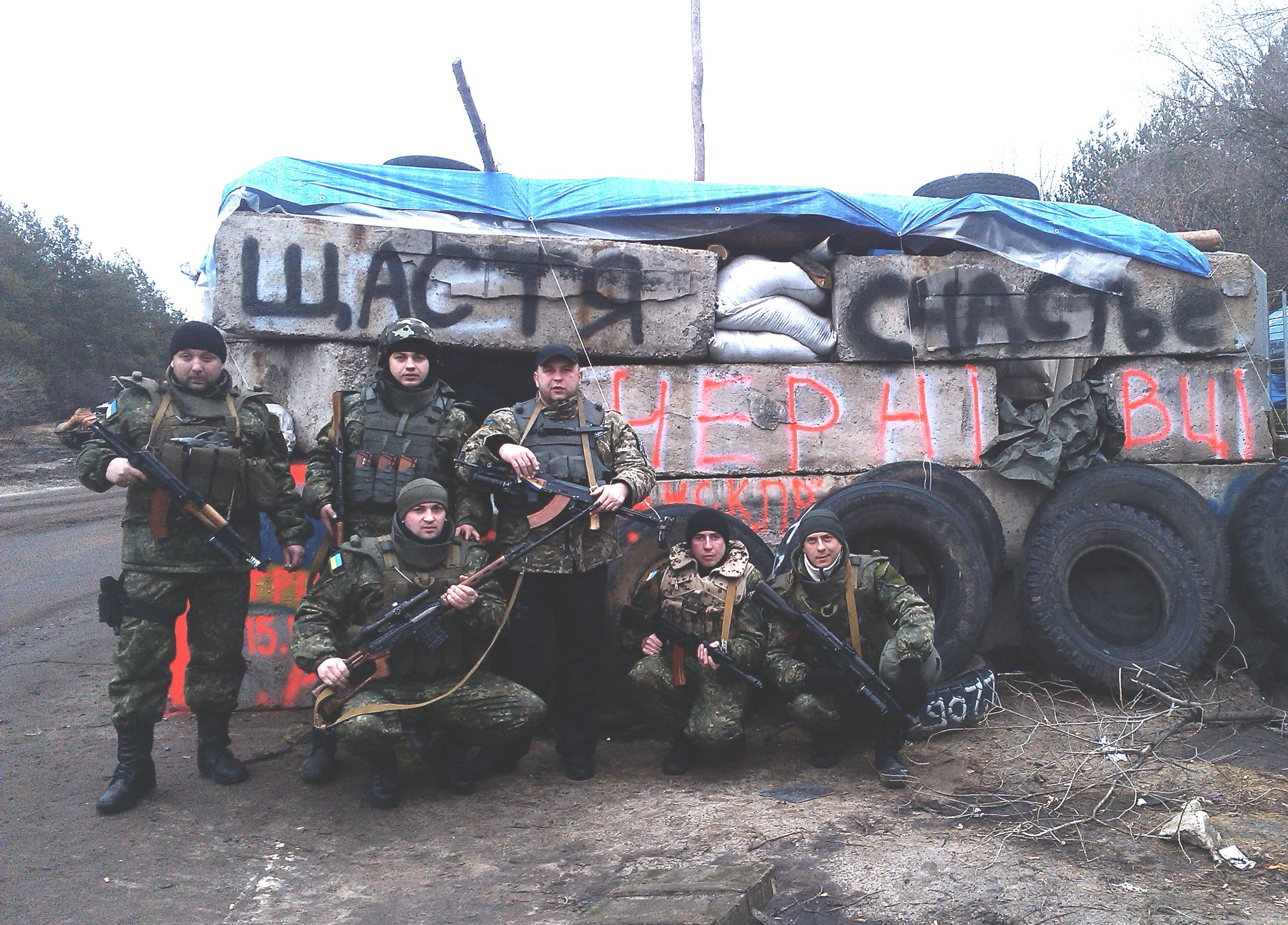
Блокпост м.Щастя Луганської області

28 січня 2014 року співробітник львівського «Грифона» Микола Ковбаса подав рапорт про звільнення, висловивши незгоду з методами розгону Євромайдану.
У 2014-2015 роках особовий склад спецпідрозділу «Грифон» був задіяний у російсько-українській війні, виконуючи завдання у складі зведених загонів міліції регіональних управлінь МВС.
18 лютого 2015 року під Дебальцевим загинув лейтенант підрозділу «Грифон» Каменюк Олександр Олександрович, а 6 серпня 2015 року від вогнепального поранення помер Сидор Іван Ігорович.
7 листопада 2015 року спецпідрозділ було розформовано у зв'язку з ліквідацією міліції.

## Завдання спецпідрозділу
Основними завданнями спецпідрозділу були підтримання порядку в суді, припинення проявів неповаги до суду, охорона приміщень суду, виконання функцій щодо державного захисту суддів, працівників суду, забезпечення безпеки учасників судового процесу, забезпечення охорони приміщень і територій установ судових експертиз, а також режиму утримання осіб, які перебувають під вартою і направлені на судово-психіатричну експертизу, участь в програмі захисту свідків.
Силами групи оперативного супроводження здійснювалася оперативно-розшукова діяльність з метою отримання оперативної та іншої інформації про наявність загрози життю, здоров'ю, житлу і майну зазначених осіб; обмін інформацією із зацікавленими органами та підрозділами внутрішніх справ з питань забезпечення безпеки осіб, відносно яких здійснюються заходи особистої безпеки.

## Техніка, озброєння та спорядження
Спеціальна підготовка співробітника спецпідрозділу проходила у Київському училищі професійної підготовки працівників міліції і займає п'ять місяців, ще 30-45 днів займає стажування.
У розпорядженні спецпідрозділу мається автотранспорт (легкові автомашини і мікроавтобуси).
На озброєнні спецпідрозділу знаходяться пістолети  ПМ і «Форт-12», автомати АКС-74У і  АКМС.

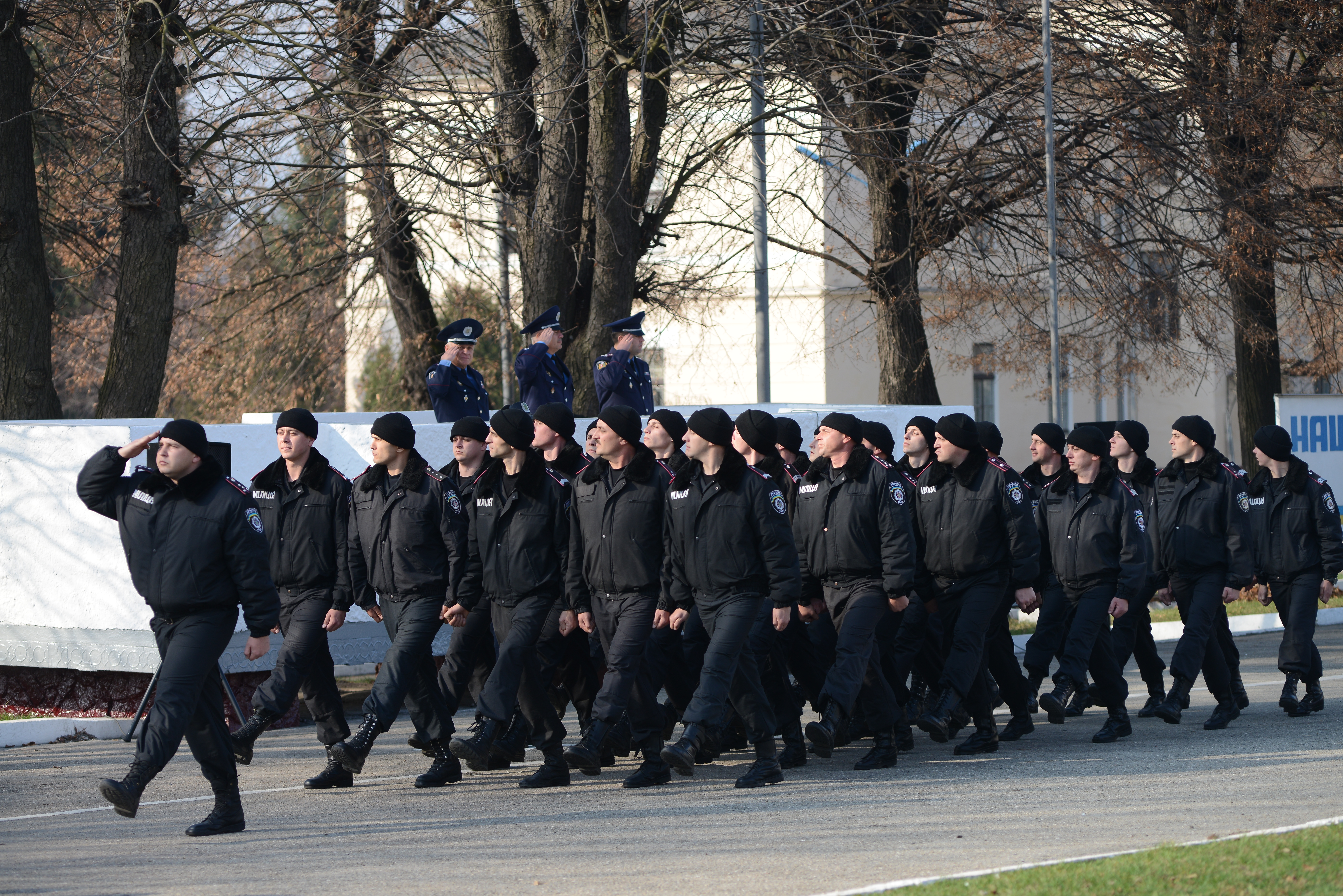
Стройовий огляд СРСМ ГРИФОН
м.Чернівці листопад 2013 року

Особовий склад спецпідрозділу обмундирований в уніформу чорного кольору .
Деяка кількість обладнання, предметів екіпіровки і спорядження було отримано у вигляді спонсорської допомоги:
- 29 липня 2014 року спецпідрозділ «Грифон» УМВС Чернівецької області отримало у вигляді благодійної допомоги уніформу і спорядження на суму 15 тис. гривень, для забезпечення працівників, що відряджалися в зону АТО.[21]
- 5 серпня 2014 року спецпідрозділ «Грифон» УМВС Кіровоградської області отримало від підприємців області дві радіостанції, один далекомір, один прилад нічного бачення[22] і один електрогенератор[23]
- 31 серпня 2014 року спецпідрозділ «Грифон» УМВС Івано-Франківської області отримало від Національної спілки художників України кілька медичних аптечок[24]
- 10 вересня 2014 року спецпідрозділ «Грифон» УМВС Черкаської області отримало два бронежилета V класу захисту[25]